# Giovanni Avondo
Giovanni Avondo (Balmuccia, 1763 – 1829) è stato un pittore italiano.

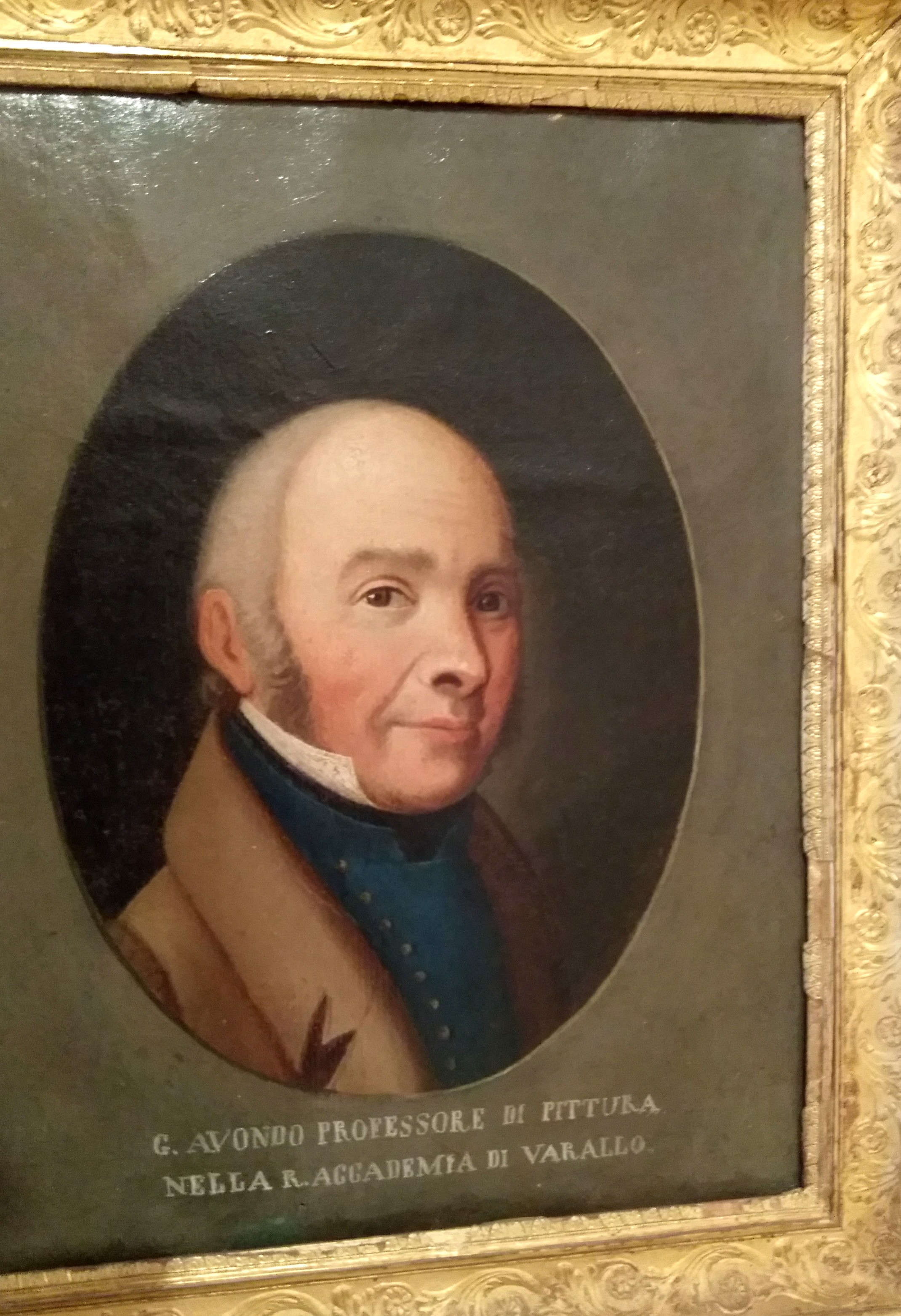
Autoritratto di Giovanni Avondo (Pinacoteca civica di Varallo)

Fu allievo di Antonio Orgiazzi a Varallo e proseguì gli studi all'Accademia Albertina a Torino. 
Molto attivo in Valsesia dove rimangono suoi affreschi al Sacro Monte di Varallo, al Santuario di Nostra Signora della Brughiera, nella chiesa di San Giovanni Battista di Alagna Valsesia, sue opere si trovano anche nel novarese, nel biellese (Trivero) e in Svizzera. 
Nel 1810 gli venne assegnato il restauro degli affreschi sulla parete esterna della chiesa parrocchiale di Riva Valdobbia, opera di Melchiorre d'Enrico (1597).
Due sue opere sono ospitate presso la Pinacoteca civica di Varallo, un Autoritratto e una Veduta di Varallo col ponte sul Mastallone.
L'Avondo realizzò anche l'affresco - oggi fortemente danneggiato - della Decollazione di san Giovanni Battista dipinto sulla facciata dell'oratorio di san Giovanni Il vecchio che si trova a Piana di Rossa in Val Sermenza.
Sempre a Rossa dipinse L'assunzione di Maria sulla facciata della chiesa parrocchiale di Maria Vergine Assunta, chiesa riedificata in stile neoclassico tra il 1806 ed il 1811.
I suoi tre figli seguirono le orme paterne, Francesco studiò all'Accademia di Brera a Milano, Giuseppe Antonio, studiò inizialmente con il padre e in seguito all'Accademia Albertina di Torino e Lorenzo, anche lui avviato alla pittura dal padre frequentò poi l'Accademia Albertina.